# Aingeville
Aingeville ist eine französische Gemeinde mit 61 Einwohnern (Stand: 1. Januar 2022) im Département Vosges in der Region Grand Est (vor 2016: Lothringen). Sie gehört zum Arrondissement Neufchâteau und zum Gemeindeverband Terre d’Eau. Die Bewohner werden Aingevillois genannt.

## Geografie
Die Gemeinde Aingeville liegt am nordöstlichen Rand der Landschaft Bassigny, etwa 13 Kilometer westlich von Vittel am Fluss Anger. Umgeben wird Aingeville von den Nachbargemeinden Malaincourt im Norden, Vaudoncourt im Nordosten, Saulxures-lès-Bulgnéville im Osten, Saint-Ouen-lès-Parey im Südosten, Urville im Südwesten sowie Médonville im Nordwesten. Das 5,77 km² umfassende Gemeindeareal zeigt wenig Bodenrelief und besteht bis auf kleinere Waldstücken im Westen vorwiegend aus Acker- und Wiesenflächen.

## Geschichte
Der Name des Dorfes tauchte erstmals urkundlich im Jahr 1276 als Angeville auf. Das Dorf war damals Teil der Vogtei Bourmont. Im Jahr 1711 gehörte Aingeville zur einen Hälfte dem Herzog von Lothringen, zur anderen Hälfte den Herren von Roncourt und war Sitz eines Hohen Gerichtes.
Kirchlich war Aingeville von den Äbten in Toul abhängig, die einen Teil des Zehnten erhielten.

### Bevölkerungsentwicklung
| Jahr      | 1962 | 1968 | 1975 | 1982 | 1990 | 1999 | 2010 | 2021 |
| Einwohner | 99   | 83   | 80   | 73   | 67   | 68   | 74   | 61   |

Im Jahr 1831 wurde mit 261 Bewohnern die bisher höchste Einwohnerzahl ermittelt. Die Zahlen basieren auf den Daten von cassini.ehess und INSEE.

## Sehenswürdigkeiten
- Kirche Saint-Remy (St. Remigius)
- Lavoir

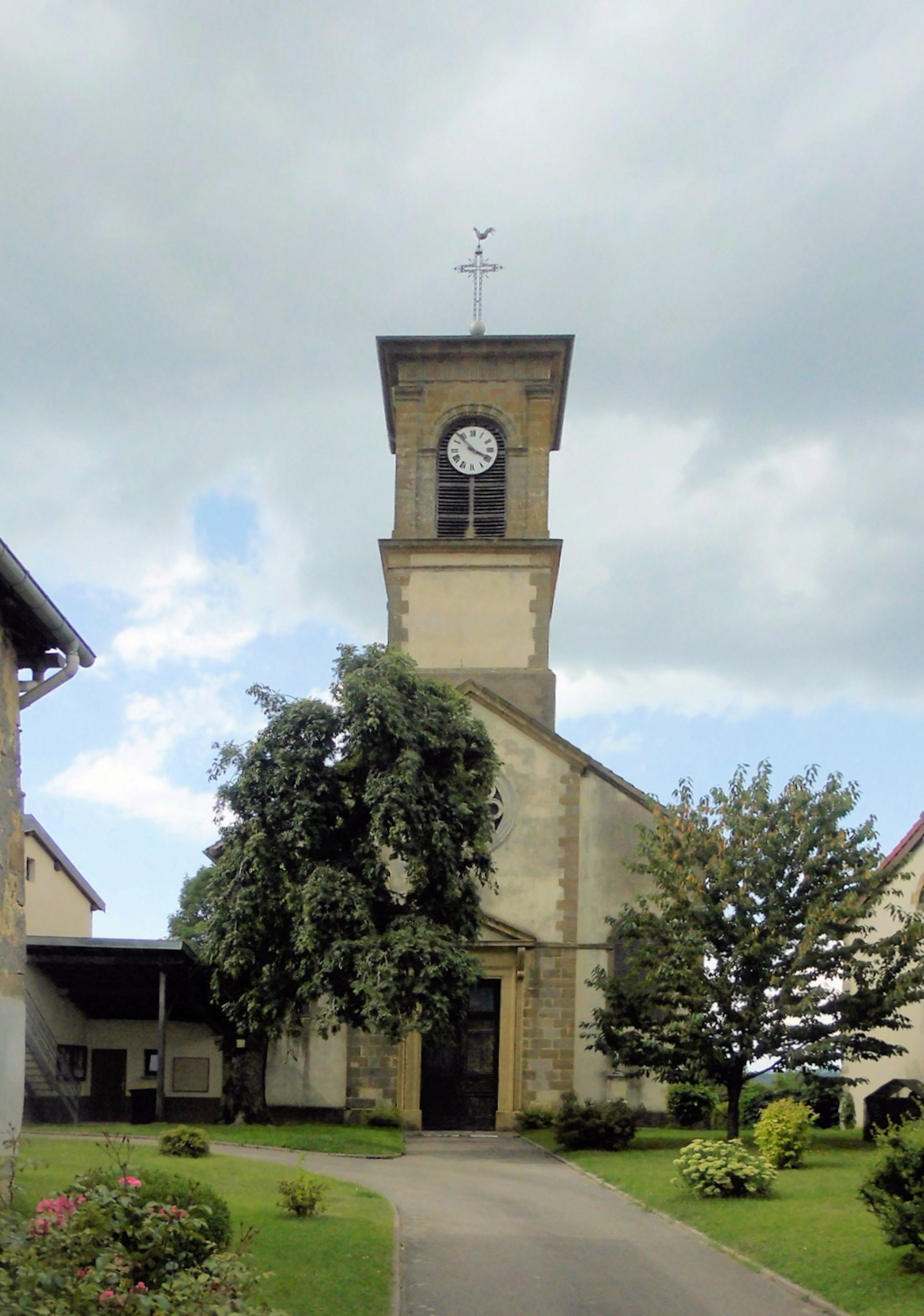
Kirche Saint-Remy
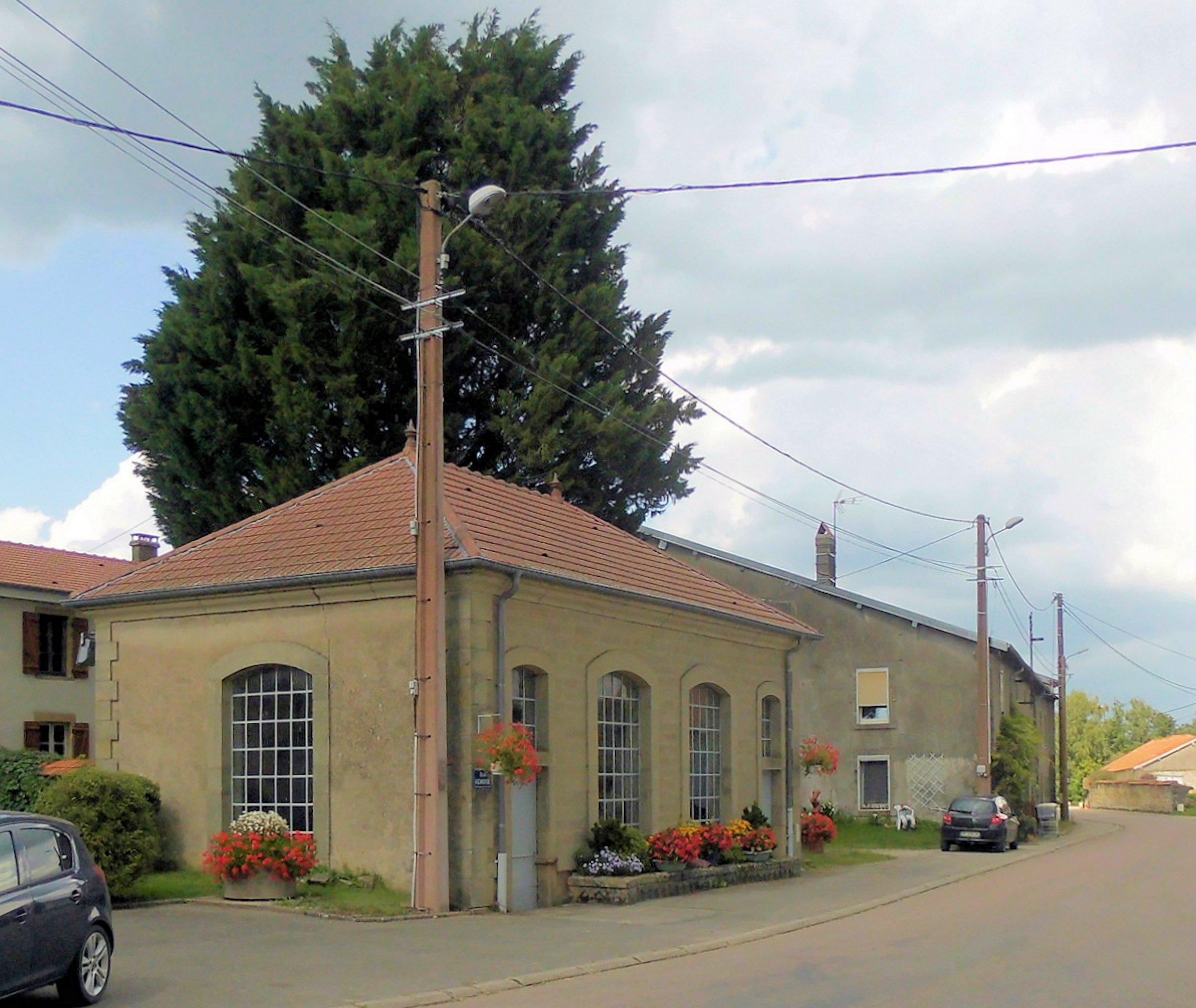
Lavoir
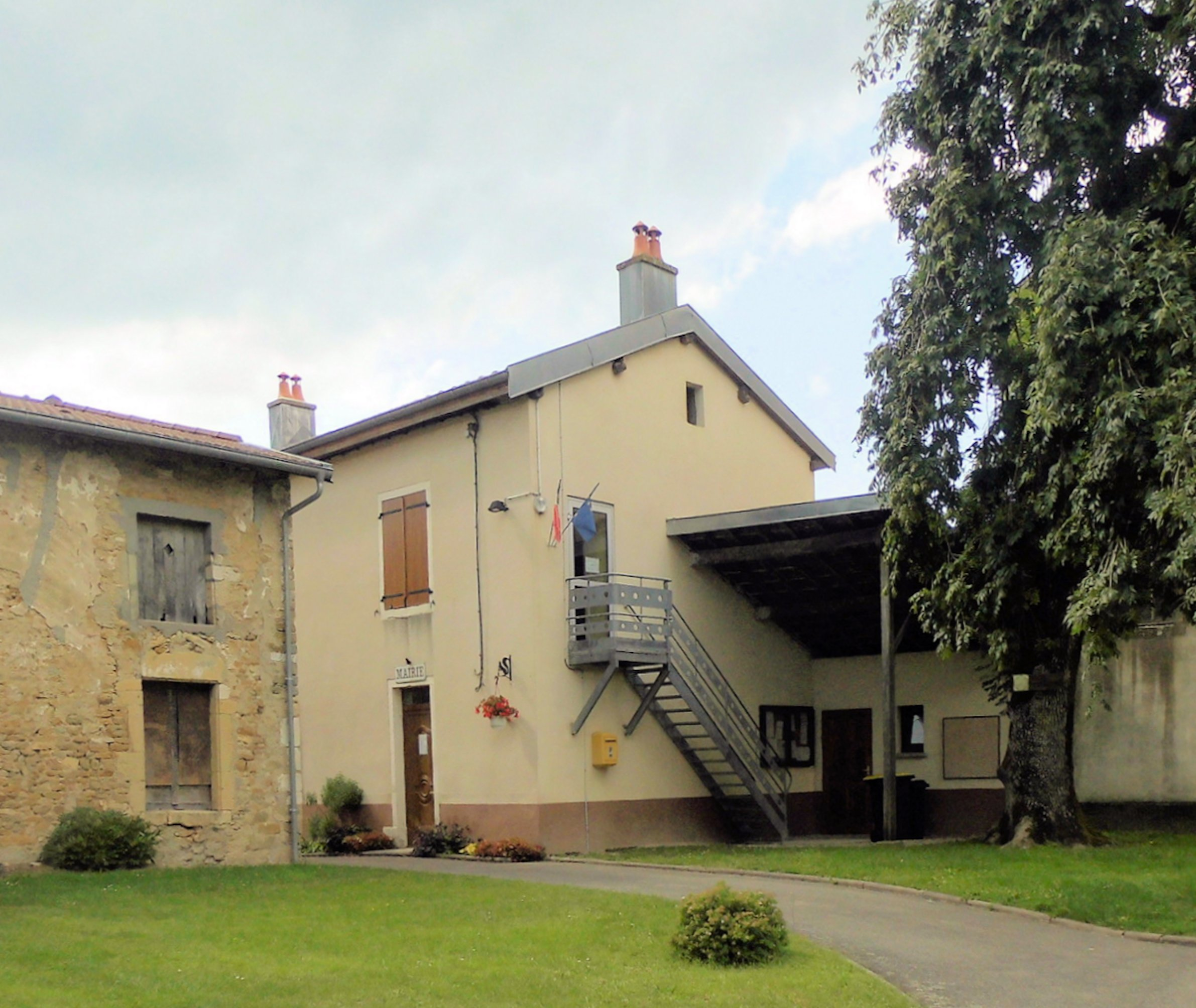
Mairie

## Wirtschaft und Infrastruktur
In der Gemeinde sind drei Landwirtschaftsbetriebe ansässig (hauptsächlich Getreideanbau).
Aingeville ist durch Nebenstraßen mit seinen sechs Nachbargemeinden verbunden. Die Autoroute A31 streift den Südosten des Gemeindegebietes.

## Belege
1. ↑   Aingeville auf Vosges-archives.com (Memento vom 29. Juli 2016 im Internet Archive) (französisch, PDF)
2. ↑  Aingeville auf cassini.ehess
3. ↑  Aingeville auf INSEE
4. ↑  Landwirtschaftsbetriebe auf annuaire-mairie.fr (französisch)